# Игнатович, Александр Николаевич
Александр Николаевич Игнато́вич (3 июня 1947, Куса, Челябинская область, СССР — 26 ноября 2001, Москва, Российская Федерация) — российский историк, переводчик, специалист по традиционной японской культуре, истории буддийской философии, кандидат исторических наук. Перевёл на русский язык «Лотосовую сутру».

## Биография
Родился 3 июня 1947 года в Кусе.
В 1971 году окончил филологический факультет МГУ.
С 1969 по 1972 годы проходил стажировку в Институте восточных языков при МГУ.
С 1982 года стал старшим научным сотрудником кафедры истории зарубежной философии философского факультета МГУ.

## Научная деятельность
А. Н. Игнатович полагал, что переосмысление важнейших положений буддизма махаяны в условиях Дальнего Востока показывает явные черты китайской и японской философии. Так для махаяны абсолютное бытие, имеющее природу безграничности во времени и пространстве приравнивалось к Будде в его основной форме — «теле Дхармы». Отсюда наличие у Будды всепроникновенности и особых качеств (бессмертия, мудрости и других) позволило прийти к заключению о наличии в каждом живом существе такой же «природы». Им установлено, что для индийской махаяны «тело Дхармы» представляло собой безусловно нематериальную или явную безатрибутную и  нематериальная субстанцию, что порождало вопрос о соотношении абсолютного и эмпирического уровней бытия, каждый который который решался по-своему. Например, "эмпирический" уровень понимался как «условно-реальный» или «безусловно-иллюзорный». А. Н. Игнатович указывал, что формула «плоть и дух — не два» (а «природа» соотносится с понятием «дух», которому необходим материальный субстрат) является краеугольным камнем метафизики буддийских школ Дальнего Востока, которые не имеют прямых подобий в Индии. В свою очередь «тело Дхармы» теряет своё онтологическое значение и становится лишь набором качеств, которые присутствуют в застывшем состоянии во всем сущем на «эмпирическом» уровне бытия, реальность которого не подлежит сомнению. По мнению А. Н. Игнатовича подобное истолкование «тела Дхармы» и соотношения двух уровней бытия объяснимо отсутствием в традиционной китайской и японской философии понятия о нематериальной субстанции. Занимаясь исследованием учения японских буддийских школ об идеальном государстве, А. Н. Игнатович пришёл к выводу о том, что в понятие государство также вписывалась и среда обитания социума — сфера-сосуд, а обоснованием способа создания монархического государства в страну Будды является коренное положение буддистской философии Дальнего Востока о наличии естества Будды и в живых существах и в неживой природе.

## Научные труды
- Игнатович А. Н. Буддизм и даосизм в Японии (к проблеме отношений и оценок) // Дао и даосизм в Китае. — М., 1982.
- Игнатович А. Н. «Среда обитания» в системе буддийского миропонимания // Человек и мир в буддийской культуре. — М., 1985.
- Игнатович А. Н. «Десять ступеней» бодхисатвы (на материале сутры Цзинъгуанмин-цзин) // Психологические аспекты буддизма. — Новосибирск, 1986.
- Игнатович А. Н. Учения о теократическом государстве в японском буддизме // Буддизм и государство на Дальнем Востоке. — М., 1987.
- Игнатович А. Н. Буддизм в Японии. Очерк ранней истории. — М.: Наука, 1988. — 318 с.
- Игнатович А. Н. Лотос и политика: необуддийские движения в общественной жизни Японии. [В соавт.]. — М., 1989.
- Игнатович А. Н. Философские, исторические и эстетические аспекты синкретизма: на примере «чайного действа». — М.: Русское феноменологическое общество, 1997. — 288 с. — ISBN 5733304537.
- Сутра о бесчисленных значениях. Сутра о Цветке Лотоса Чудесной Дхармы. Сутра о постижении деяний и Дхармы бодхисаттвы Всеобъемлющая Мудрость. / Пер. с кит. и комм. А. Н. Игнатовича. — М.: Янус-К, 1998. — 537 с. — (Ex Oriente Lux). — ISBN 5862182594. (копия)
- Игнатович А. Н. Школа Нитирэн. — М.: Стилсервис, 2002. — 479 с. — ISBN 5937120051.